# Hermann Lemp (Altphilologe)
Hermann Lemp (* 17. Januar 1912 in Järkendorf, heute ein Stadtteil von Prichsenstadt, Landkreis Kitzingen in Unterfranken; † 18. Januar 1990 in Kaiserslautern) war ein deutscher Altphilologe und Gymnasiallehrer.

## Leben
Lemp war Gymnasiallehrer für die Fächer Griechisch, Latein, Deutsch und Geschichte. In den Jahren 1943 bis 1944 wurde er kommissarisch zum Schulleiter seiner Schule, der alten Lateinschule Bergzabern, die seit den 1930er Jahren in Oberschule umbenannt worden war.
Lemps bekannteste Veröffentlichung ist seine 1978 erstmalig erschienene Romanbiographie des Herodes Atticus. Zur Grundlagenforschung führte er neben der Erschließung der Textquellen zahlreiche Studienreisen rund um das Mittelmeer durch.

## Veröffentlichungen
- Herodes Attikus. Bauherr und Mäzen der Antike. Unverhau, München 1978, ISBN 3-920530-31-4.
- Der Sohn der Hexe Rebecca. Das abenteuerliche Leben des Johann Conrad Lemp aus Nördlingen. Unverhau, München 1980, ISBN 3-920530-52-7.